# Рене Поль Фонк
Рене́ Поль Фонк (фр. René Paul Fonck; 27 березня 1894 — 18 червня 1953) — французький пілот-винищувач Першої світової війни, був асом № 1 Антанти і другим асом всієї війни (після Манфреда фон Ріхтгофена).

## Дитинство та Молодість
Народився 27 березня 1894 в селі Сольсі-сюр-Мерт департаменту Вогези. Попри те, що з дитинства цікавився авіацією, при призові на військову службу в 1914 році вибрав спеціальність військового інженера.
Згодом Фонк передумав і вступив на льотні курси, після закінчення яких у травні 1915 майже два роки літав на двомоторному «Caudron». На кордоні він займався розвідкою та подекуди бомбардуванням. 2 липня можна рахувати за день у якому відбувся перший повітряний бій Фонка. Він вистрелив декілька разів з гвинтівки по німецькому двомісному літаку але безрезультатно. Рік по тому «кордони» оснастили кулеметами. Перша вирішальна перемога Фонка була здобута 6 серпня 1916, коли він зі своїм спостерігачем завдав ушкодження «Фоккеру» і змусив його приземлитися (він притиснув його до землі, змусивши приземлитися на французькій території). Екіпаж був узятий в полон, а Фонка нагородили «Військовою медаллю».

## Ескадрилья «Лелек»
15 квітня 1917 Фонк отримав довгоочікуване призначення в винищувальну «Ескадрилью лелек» (фр. Escadrille les Cigognes), де служили найкращі пілоти Франції. Пересівши на більш маневрений «СПАД S. VII», він стрімкими темпами збільшував свій бойовий рахунок, поступово наздоганяючи Нюнжессера і Гінемера. Щасливо переживши «кривавий квітень» (за один місяць було знищено більше 300 британських літаків), в травні 1917 року Фонк здобув перші три перемоги на новій машині. У травні отримав статус аса (статус аса присвоювався якщо пілот збивав 5 і більше літаків). До кінця року він підняв свій особовий рахунок до 19 перемог і отримав звання офіцера. Саме у винищувальній групі «Лелек» Фонк почав відточувати свою тактику, яка принесла йому, зрештою, величезний успіх. Розуміючи, що раптовість є найважливішим фактором, він ретельно вивчав швидкості і відповідні кути атаки. У той же час він практикувався в влучній стрільбі, особливо у стрільбі з попередженням. У результаті він став таким снайпером, що досягав перемоги лише з жменею патронів. З іншого боку, його гаслом була обережність. Його філософією стало нанесення максимального збитку при найменшому ризику, і тут він повторював Джеймса Мак Кадді і Манфреда фон Ріхтгофена. Маючи щодня перед собою енергійні приклади Гінемера, Нюнжессера і інших, багато хто пілоти групи «Лелек» знаходили підхід Фонка занадто науковим, а тому командування особливо скрупульозно перевіряло всі заявлені ним перемоги. Йому запропонували командувати ескадрильєю, куди він міг би перевести прихильників його методу, але він відмовився і від цього. Ще один фактор сприяв непопулярності Фонка — скромність не була рисою його характеру, і він міг бути вкрай самовпевненим, приводячи в доказ своєї правоти розлогі цитати. Фонк завжди йшов по зростаючій. За 1918 рік він записав на свій рахунок 56 збитих супротивників, причому двічі він збивав по шість літаків за день. До липня Фонк перевершив легендарного капітана Жоржа Гінемера, який з 54 перемогами залишався французьким асом № 1 протягом довгого періоду після своєї смерті.

## Особливості тактики та озброєння літака
5 лютого Рене Фонк дав гідну відповідь всім, хто звинувачував його в тому, що він вважає за найкраще безпечні польоти над французькою територією. Виявивши групу з 8 німецьких літаків, він проник на 15 миль за німецьку лінію фронту, а потім розвернувся, з великою швидкістю зайшов на мету з напрямку, звідки противники найменше могли його чекати, і збив їх ведучого.
Влучність його стрільби була воістину надприродною, а тому замість звичайного кулемета він вважав за найкраще встановити на своєму «Спад» 37-мм гармату системи «Гочкіс» (взагалі у нього було дві машини: одна з двома кулеметами, а інша гарматна). Одним з найкращих результатів Фонка вважається бій 26 вересня, коли він знищив 6 ворожих літаків протягом одного повітряного бою, витративши на них всього 11 снарядів.

## Післявоєнний період
У 1926 році прославлений ас вступив у боротьбу за приз Раймонда Ортейгі в 25 000 $ за трансатлантичний переліт з Європи до Америки, зупинивши свій вибір на тримоторному літаку І. І. Сікорського «S-35». Він став командиром інтернаціонального екіпажу з 4-х чоловік. 20 вересня вже на злеті трапилася грандіозна аварія, літак спалахнув, і Фонк з помічником ледве встигли вискочити, двоє інших членів екіпажу (радист і механік), загинули, а сам Фонк отримав серйозні поранення. Ця катастрофа істотно відбилася на престижі як конструктора, так і льотчика. Фонк прагнув стати командиром і другого літака цієї серії, особисто займаючись придбанням нових моторів для нього, але першим перелетіти Атлантику йому так і не вдалося. Фірма І. І. Сікорського розорилася, а Фонк відмовився від перельоту через Атлантику. До Другої світової війни він контактував з Германом Герінгом, що кинуло тінь на його репутацію. Помер Рене Фонк 18 червня 1953 у віці 59 років.